# JaKeenan Gant
JaKeenan Tyelle Gant (Savannah, 6 maggio 1996) è un cestista statunitense.